# صخرة الحب (فلم)
صخرة الحب هو فيلم مصري - لبناني عرض عام 1959، بطولة سميرة أحمد وعماد حمدي وتوفيق الدقن، ومن إخراج رضا ميسر.

## قصة الفيلم
يساق الصحافي رئيس التحرير عادل سامي إلى المحكمة بتهمة قتل زوجته بعد أن شاهدها مع عشيقها في وضع مشين، وفي المحكمة يصدر الحكم بالسجن مع إيقاف التنفيذ ويقرر السفر إلى لبنان من أجل أن يبدأ حياة جديدة، يعمل هناك صحافيًا، ومعه سكرتيرته الجميلة التي تبثه مشاعر الحب، يتعرف على كريمة، وهي أرملة لرجل ثري رحل عن الحياة، ويعرف أن هناك رجلا يطاردها، يلتقي مع الرجل ويعرف منه قصة زوج كريمة وأنه تزوج منها وهي بائعة ورد وأنه اختفى لكي ترث مبلغ التأمين، يحاول الرجل ابتزاز كريمة فتدور معركة بينه وبين عادل يقع الزوج على إثرها من أعلى الجبل ويتزوج عادل من كريمة.

## طاقم التمثيل
- سميرة أحمد: (كريمة)
- عماد حمدي: (عادل سامي)
- توفيق الدقن: (فرج)
- شريفة ماهر: (الزوجة الخائنة)
- ناهد صبري: (راقصة)
- أنور صباغ: (طفل)
- وفاء طربيه
- صباح العمري
- آمال العريس
- صابر أبو لبن
- أنور مدكور
- عباس الدالي
- عبد المنعم سعودي
- صالح العوضي

## فريق العمل
- إخراج: رضا ميسر
- تأليف: عبد الغني قمر
- مدير التصوير: يوسف كرامة
- مونتاج: عبد العزيز فخري
- إنتاج: الشركة العصرية للسينما
- توزيع داخلي: أفلام إدوار خياط
- توزيع خارجي: كمال قعوار

## روابط خارجية
- مقالات تستعمل روابط فنية بلا صلة مع ويكي بيانات